# Myochromella
Myochromella is een geslacht van schimmels behorend tot de familie Lyophyllaceae. De typesoort is Myochromella inolens.

## Soorten
Volgens Index Fungorum telt het geslacht twee soorten (peildatum januari 2022):
| Soortnaam             | Auteur(s)                                                   | Publicatiejaar |
| --------------------- | ----------------------------------------------------------- | -------------- |
| Myochromella boudieri | (Kühner & Romagn.) V. Hofst., Clémençon, Moncalvo & Redhead | 2015           |
| Myochromella inolens  | (Fr.) V. Hofst., Clémençon, Moncalvo & Redhead              | 2015           |